# Pseudopoda grasshoffi
Pseudopoda grasshoffi là một loài nhện trong họ Sparassidae.
Loài này thuộc chi Pseudopoda. Pseudopoda grasshoffi được Peter Jäger miêu tả năm 2001.